# Rikishi
Solofa Fatu Jr. (11. října 1965, San Francisco, USA) je americký profesionální zápasník, nejlépe známý pod přezdívkami Rikishi a Fatu. Nejvíce se proslavil působením ve společnosti World Wrestling Entertainment (WWE). Je členem wrestlingové rodiny Anoaʻi.
Svoji zápasnickou kariéru započal v roce 1985 na nezávislých okruzích. V roce 1992 podepsal profesionální smlouvu se společností WWE, kde působil až do roku 2004. Největším úspěchem byl pro něj zisk WWF Intercontinental Championship a také zisk tří tag-teamových titulů. Po konci ve WWE působil v menších wrestlingových společnostech a to například v Total Nonstop Action Wrestling.
V roce 2015 byl uveden do síně slávy WWE svými syny Jimmym a Jeyem Usem.
Ve WWE se posledních pár let sporadicky mihnul, naposledy v roce 2020 během ukončení zápasové kariéry The Undertakera.

## Úspěchy
- World Wrestling Federation/Entertainment/WWE
  - WWF Intercontinental Championship (1x)
  - World Tag Team Championship (2x)
  - WWE Tag Team Championship (1x)
  - WWE Hall of Fame (2015)